# Juan Mir y Noguera
Juan Mir y Noguera (1840-1917) fue un escritor, filólogo y jesuita español.

## Biografía
Nacido en 1840 en Palma de Mallorca, era hermano del escritor Miguel Mir. De Juan Mir, que fue jesuita, Cejador y Frauca afirma lo siguiente: «enteradísimo en el habla castiza y aborrecedor de todo galicismo en sus obras literarias, bien que al escribir imite exageradamente á los clásicos y emplee algunos galicismos en las obras de controversia». Publicó títulos como La creación (Madrid, 1890, 1891, 1903), El milagro (1895. 1915), La religión (1899), Frases de autores clásicos españoles (1899), La profecía (3 vols., 1903), Centenario quijotesco (1905), La inmaculada Concepción (1905), Rebusco de voces castizas (1907), Prontuario de hispanismo y barbarismo (2 vols., 1908) y El triunfo social de la Iglesia católica (2 vols., 1909). Falleció en 1917.